# ルネッサンス (バンド)
ルネッサンス（Renaissance）は、イングランド出身のプログレッシブ・ロック・バンド。同ジャンルの中でもシンフォニックな叙情派として広く知られる。
1969年に結成され、メンバー構成により大きく2つの時期に分かれる。印象的な女性ボーカリストを擁し、歌姫のアニー・ハズラムらを輩出した。

## 概要・略歴
※出典。

### 1969年 - 1971年（オリジナル・ルネッサンス）
ブルースロック・バンド「ヤードバーズ」のメンバーだったキース・レルフ（ボーカル、ギター）とジム・マッカーティ（ドラムス）は、1968年にヤードバーズを脱退して、フォーク・デュオ「トゥゲザー」を結成した。彼等はヤードバーズを1966年に脱退したポール・サミュエル＝スミスをプロデュ―サーに迎えて、シングルを1作発表した。
翌1969年、彼等は元ザ・ハードのルイス・セナモ（ベース）、元ナッシュヴィル・ティーンズのジョン・ホウケン（キーボード）、レルフの妹ジェーン・レルフ（ボーカル）を迎えて、5人編成の「ルネッサンス」を結成する。同年、サミュエル＝スミスのプロデュースでデビュー・アルバム『ルネッサンス』を発表。ヤードバーズ時代のブルースとは大きく異なった、フォーク・ロックにクラシック音楽を加味したサウンドだった。
1970年、彼等は新作アルバムの制作に着手して数曲を録音したが、徐々に分裂し始め、やがてレルフとマッカーティは降板した。しかしアルバム契約の履行の為に、2人は引き続いてプロデューシングと曲作りに関与し、メンバーはホウケンと同じく元ナッシュヴィル・ティーンのマイケル・ダンフォード（ギター）らを迎えて、制作を継続した。翌1971年、レルフのプロデュースの下で紆余曲折を経て完成した2ndアルバム『幻想のルネッサンス』を発表した。
レルフとマッカーティが結成したルネッサンスは、1971年以後にダンフォードが主導したルネッサンスと区別して、俗に「オリジナル・ルネッサンス」とも呼ばれている。その音楽は、後に元メンバーが「もう一つのルネッサンス」として結成した「イリュージョン」（Illusion）に受け継がれた。このバンド名は『幻想のルネッサンス』の原題である。

### 1971年 - 1987年（新生ルネッサンス）
アルバム『幻想のルネッサンス』完成後、ダンフォードに主導権が移行。流動的な編成を経て、1972年頃にはアニー・ハズラム（ボーカル）、ジョン・キャンプ（ベース）、ジョン・タウト（キーボード）、テレンス・サリヴァン（ドラムス）の新しいラインナップで固まり刷新。オリジナルとは似て非なる、新たなルネッサンスが再興された。通常、ルネッサンスというバンド名は、1971年以後のバンドを指すことが多い。
ダンフォードは主導権を握りつつも、オリジナル・ルネッサンスとの諸事情で正式メンバーとしては参加せず裏方に徹した。また2ndアルバムの収録曲に歌詞を提供したベティ・サッチャーが、引き続き作詞提供者として支援して6人目のメンバーと呼ばれるようになった。このラインナップで3rdアルバム『プロローグ』（1972年）、4thアルバム『燃ゆる灰』（1973年）をリリースする。
その後、新興レーベル「BTM」に移籍。第一弾の5thアルバム『運命のカード』（1974年）から、ダンフォードもプレイヤーとして正式メンバーに名を連ねた。このラインナップで6thアルバム『シェエラザード夜話』（1975年）、大手レーベル「ワーナー・ブラザース・レコード」から7thアルバム『お伽噺』（1977年）8thアルバム『四季』（1978年）などの作品を残している。『四季』からシングル・カットされた「北の輝き（Northern Lights）」は、全英シングルチャートで最高10位を記録した。
1979年、9thアルバム『碧の幻想』発表後、サリヴァンとタウトが脱退。ワーナー・ブラザーズからも契約を解消され活動が停止してしまう。
残されたハズラム、ダンフォード、キャンプは別行動を取った後、再び集まって活動を継続。新作アルバム『カメラ・カメラ』『タイム・ライン』を発表するが、当時の流行に影響を受けたヴィジュアルになり、1970年代に築いたスタイルから徐々に掛け離れていった。
1985年にはキャンプも離れ、行き詰まったバンドは1987年に解散する。

### 1998年 - 現在（再始動以降）
解散後、ハズラムはソロ活動に移行。1990年代よりダンフォードの音楽活動「マイケル・ダンフォーズ・ルネッサンス」も活発化し、2000年に両者が合流。サリヴァンも復帰して正式に活動を再開し、同年に17年ぶりの新作になる12thアルバム『トスカーナ』を発表した。翌2001年に初の日本公演を開催するなど、2002年まで活動を続ける。

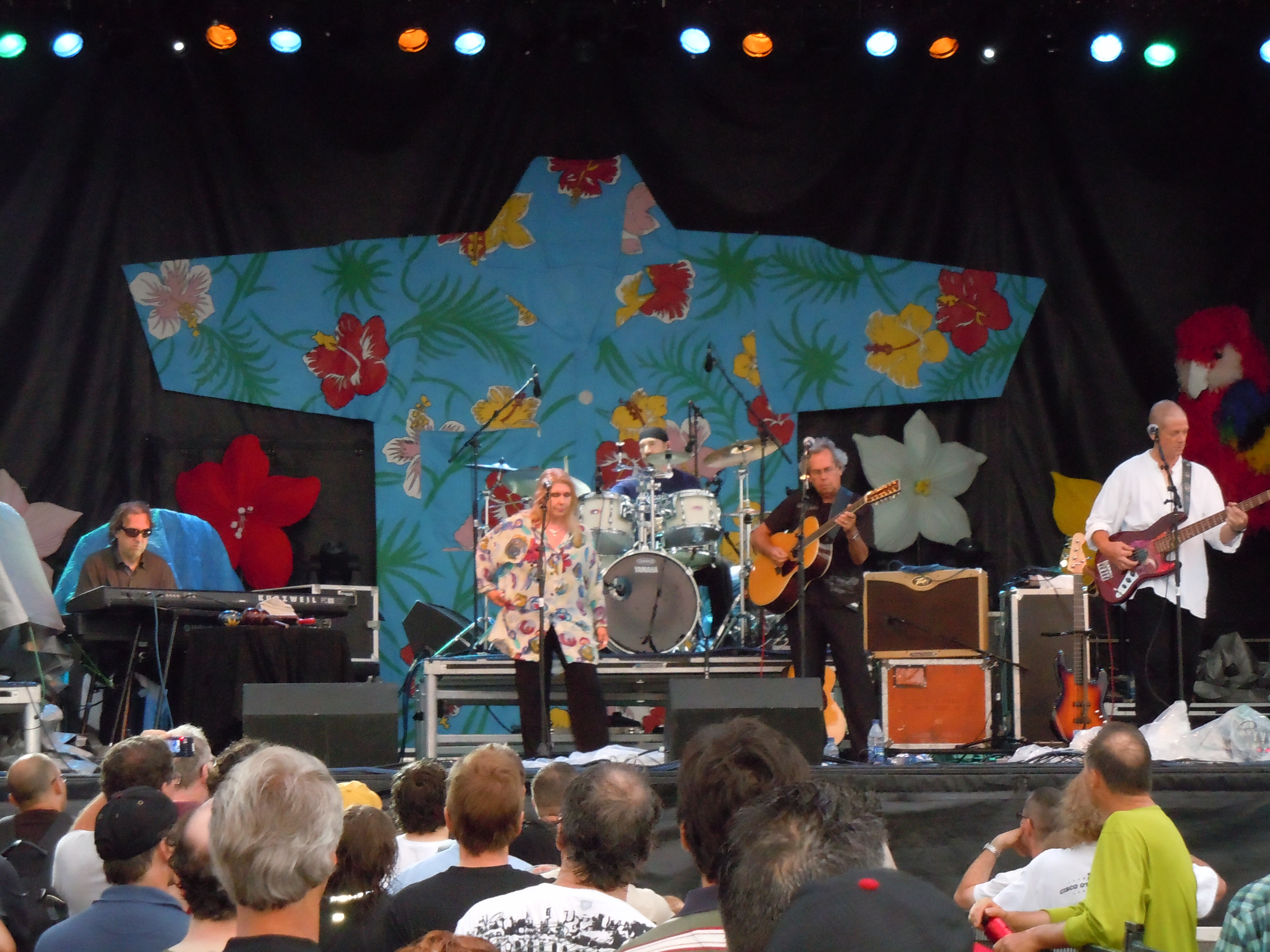
カナダ・オタワ公演（2010年）

その後しばらく活動が途絶えたが、2009年のデビュー40周年を契機に再び始動する。断続的にライブを行い、翌2010年には日本公演を開催。制作活動も再開する。

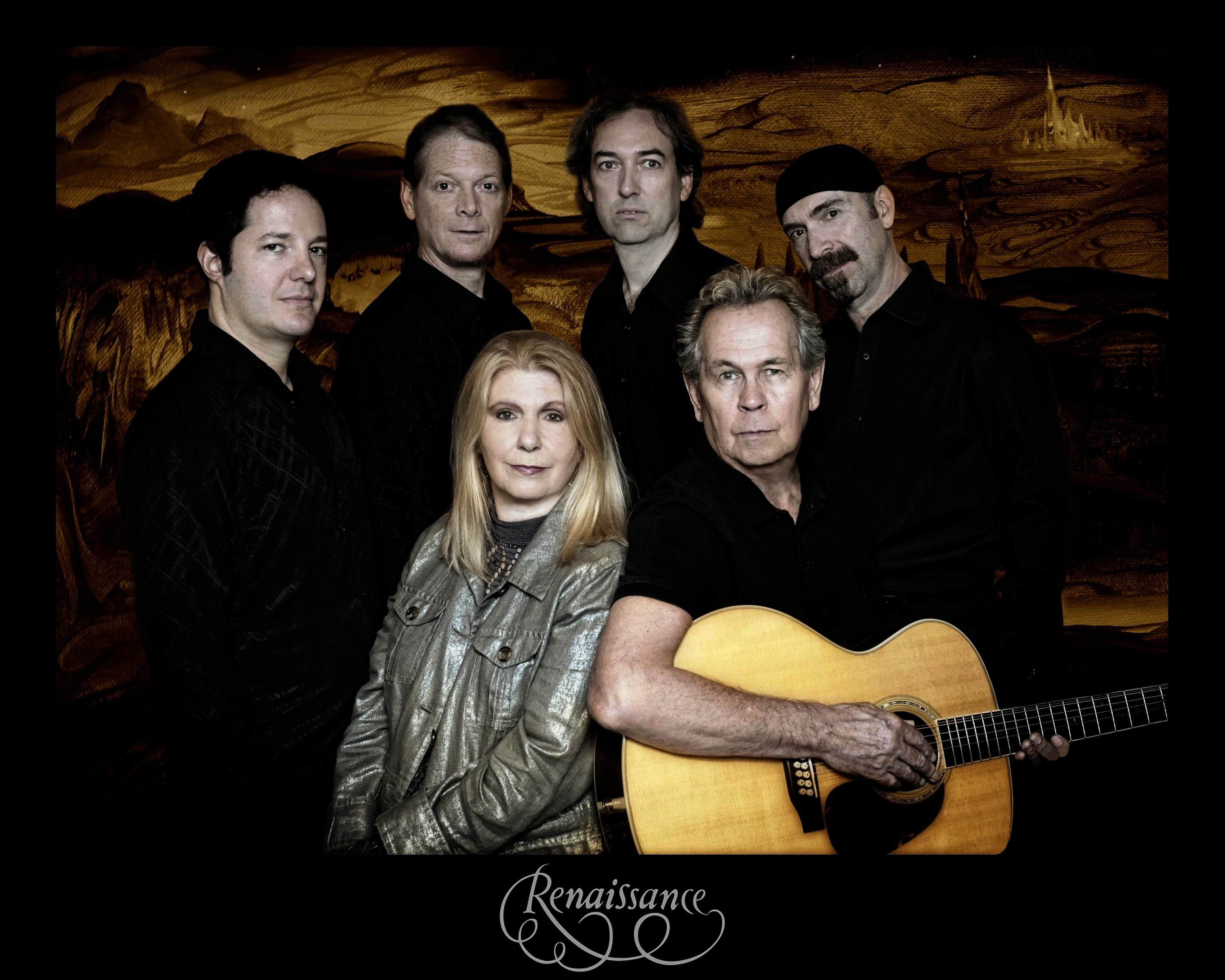
2012年のラインナップ

2012年11月、1971年のルネッサンスの結成時からの主導者だったマイケル・ダンフォードが脳内出血により死去。当時からの在籍メンバーはハズラムだけになる。
2013年、ダンフォードの遺作で約12年ぶりの新作になる13thアルバム『消ゆる風』をリリース。
2015年5月、全盛期時代のキーボーディスト ジョン・タウトがロンドンにて死去。また再始動後から長年在籍していたベーシストのデヴィッド・キーズが、病気による事情で降板。本年以降、メンバーの出入りが多くなる。
2018年9月、8年ぶりの日本公演を開催。
2019年、結成50周年を銘打った北米ツアーを開始。50周年記念の特別公演には、オリジナル・ルネッサンスを創設したジム・マッカーティが客演した。また、旧譜の最新リマスター盤発売も大々的に展開する。同年7月9日、闘病中だったデヴィッド・J・キーズが死去。
2024年、オリジナル・ルネッサンスの創設メンバー ジョン・ホウケンが死去。

## 影響
シェラザードやノヴェラのメンバーである平山照継がルネッサンスに大きな影響を受けて、その名残をバンド名や楽曲名に残している。

## メンバー
※2022年11月時点

### 現ラインナップ
- アニー・ハズラム (Annie Haslam) - ボーカル (1971年- )
- マーク・ランバート (Mark Lambert) - ベース (1985年-1987年)、ギター (2015年- )
- レオ・トラバーザ (Leo Traversa) - ベース (2015年-2018年、2022年- )
- フランク・パガーノ (Frank Pagano) - ドラムス (2009年- )
- レイヴ・テーザー (Rave Tesar) - キーボード (2001年- )
- ジェフリー・ラングレー (Geoffrey Langley) - キーボード (2016年- )

### 旧メンバー
- キース・レルフ (Keith Relf) - ボーカル、ギター (1969年-1970年) ♰RIP.1976年
- ジェーン・レルフ (Jane Relf) - ボーカル (1969年-1970年)
- ルイス・セナモ (Louis Cennamo) - ベース (1969年-1970年)
- ジム・マッカーティ (Jim McCarty) - ドラムス (1969年-1970年、客演2019年)
- ジョン・ホウケン (John Hawken) - キーボード (1969年-1970年) ♰RIP.2024年
- マイケル・ダンフォード (Michael Dunford) - ギター (1970年-2012年) ♰RIP.2012年
- テリー・スレイド (Terry Slade) - ドラムス (1970年-1972年)
- ニール・コーナー (Neil Korner) - ベース (1970年-1971年)
- テリー・クロウ (Terry Crowe) - ボーカル (1970年-1971年)
- ビンキー・カロン (Anne-Marie "Binky" Cullom) - ボーカル (1970年-1971年)
- ジョン・タウト (John Tout) - キーボード (1970年-1980年、1998年-1999年) ♰RIP.2015年
- ダニー・マッカロウ (Danny McCulloch) - ベース (1971年) ♰RIP.2015年
- フランク・ファレル (Frank Farrell) - ベース (1971年) ♰RIP.1997年
- ジョン・ウェットン (John Wetton) - ベース (1971年-1972年) ♰RIP.2017年
- ジョン・キャンプ (Jon Camp) - ベース (1972年-1985年)
- ミック・パーソンズ (Mick Parsons) - ギター (1972年) ♰RIP.1972年
- ジンジャー・ディクソン (Ginger Dixon) - ドラムス (1972年)
- テレンス・サリヴァン (Terence Sullivan) - ドラムス (1972年-1980年、1998年-2002年)
- ロブ・ヘンドリー (Rob Hendry) - ギター (1972年-1973年)
- ピーター・ファイナー (Peter Finberg) - ギター (1973年)
- ピーター・ゴスリング (Peter Gosling) - キーボード (1980年-1983年)
- ピーター・バロン (Peter Baron) - ドラムス (1980年-1983年)
- マイク・テイラー (Mike Taylor) - キーボード (1983年-1984年)
- ギャヴィン・ハリソン (Gavin Harrison) - ドラムス (1983年-1984年)
- ラファエル・ラッド (Raphael Rudd) - キーボード (1984年-1987年)　♰RIP.2002年
- グレッグ・カーター (Greg Carter) - ドラムス (1984年-1985年)
- チャーリー・デスカーフィーノ (Charles Descarfino) - ドラムス (1985年-1987年)
- ミッキー・シモンズ (Mickey Simmonds) - キーボード (2001年-2002年)
- デヴィッド・キーズ (David J. Keyes) - ベース (2001年-2015年)　♰RIP.2019年
- トム・ブリスリン (Tom Brislin) - キーボード (2009年-2010年、2015年–2016年)
- ジェイソン・ハート (Jason Hart) - キーボード (2010年-2015年)
- ライク・シャランダ (Ryche Chlanda) - ギター (2013年-2015年)
- ジョン・アルボ (John Arbo) - ベース (2018年-2021年)

## ディスコグラフィ

### スタジオ・アルバム
- 『ルネッサンス』 - Renaissance (1969年)
- 『幻想のルネッサンス』 - Illusion (1971年)
- 『プロローグ』 - Prologue (1972年)
- 『燃ゆる灰』 - Ashes Are Burnning (1973年)
- 『運命のカード』 - Turn Of The Cards (1974年)
- 『シェエラザード夜話』 - Scheherazade And Other Stories (1975年)
- 『お伽噺』 - Novella (1977年)
- 『四季』 - A Song For All Seasons (1978年)
- 『碧の幻想』 - Azure D'or (1979年)
- 『カメラ・カメラ』 - Camera Camera (1981年)
- 『タイム・ライン』 - Time Line (1983年)
- 『トスカーナ』 - Tuscany (2000年)
- 『消ゆる風』 - Grandine il vento (2013年) / Symphony of Light (2014年) ※後者は再発盤

### ライブ・アルバム
- 『カーネギー・ホール・ライヴ』 - Live At Carnegie Hall (1976年) ※旧邦題『ライヴ・アット・カーネギー・ホール』
- 『ライブ・イン・ジャパン 2001』 - In The Land Of The Rising Sun:Live In Japan (2001年)
- 『ツアー2011 -運命のカード/シェエラザード夜話-完全再現ライヴ-』 - Tour 2011 – Turn of the Cards and Scheherazade & Other Stories Live In Concert (2011年) ※CD2枚組 + DVD。ただし、CDの内容はDVDの音声のみ。※旧邦題『2011 ライヴ・イン・コンサート』
- 『ライヴ・アット・ジ・ユニオン・チャペル』 - Live at the Union Chapel (2016年)
- 『シンフォニック・ジャーニー:ライヴ・イン・USA』 - A Symphonic Journey (Live In Concert) (2018年) ※With The Renaissance Chamber Orchestra名義
- Ashes Are Burning An Anthology Live In Concert (2021年)

### その他
- In the Beginning (1978年) ※『プロローグ』『燃ゆる灰』のコンピレーション
- Tales of 1001 Nights (1990年) ※2枚組ベスト・アルバム
- 『ダ・カーポ - ベスト・オブ・ルネッサンス』 - Da Capo (1995年) ※2枚組ベスト・アルバム
- 『キング・ビスケット・ライヴ』 - Live at the Royal Albert Hall : King Biscuit Flower Hour (1997年) ※1977年のライブ発掘盤
- Songs from Renaissance Days (1997年) ※1979年–1988年のアウトテイク集
- The BBC Sessions 1975–1978 (1999年) ※BBCセッション集
- Day Of The Dreamer (2000年) ※1978年のライブ発掘盤
- 『ライヴ・アット・ジ・アカデミー・オヴ・ミュージック・フィラデルフィア』 - Unplugged Live at the Academy of Music (2000年) ※1985年のライブ発掘盤
- 『ライヴ&ダイレクト』 - Live + Direct (2002年) ※1970年のライブ音源と1968年 -1976年のデモ音源等を収録
- Innocents and Illusions (2004年) ※『ルネッサンス』『幻想のルネッサンス』のコンピレーション
- 『ブリティッシュ・ツアー 1976』 - British Tour '76 (2006年) ※1976年のライブ発掘盤
- 『ドリームス&オーメンズ』 - Dreams & Omens (2008年) ※1978年のライブ発掘盤
- 『ライヴ・イン・シカゴ1983』 - Live in Chicago (2010年) ※1983年のライブ発掘盤
- 『ザ・ミスティック・アンド・ザ・ミューズ』 - The Mystic and The Muse (2010年) ※EP
- 『パスト・オービッツ・オブ・ダスト』 - Past Orbits of Dust (2012年) ※1969年 - 1970年のライブ音源とリマスター・スタジオ音源を収録
- 『ディ・レーン・リー・スタジオ 1973』 - De Lane Lea Studio (2014年) ※1973年のライブ発掘盤
- 『アカデミー・オブ・ミュージック 1974』 - Academy of Music (2015年) ※1974年のライブ発掘盤
- 『フィルモア・ウェスト1970』 - Live Fillmore West 1970 (2016年) ※1970年のライブ発掘盤
- 『ライヴ・アット・ザ BBC』 - Live at the BBC Sight & Sound (2017年) ※BBCセッション集の拡大版

### マイケル・ダンフォーズ・ルネッサンス
マイケル・ダンフォーズ・ルネッサンス（Michael Dunford's Renaissance）は、ダンフォードとステファニー・アドリントン（Stephanie Adlington）によるコラボレーション。
- 『もう一人の私』 - The Other Woman (1994年) ※ルネッサンス名義
- 『オーシャン・ジプシー』 - Ocean Gypsy (1997年) ※過去のルネッサンス楽曲の新録。日本盤はルネッサンス名義
- Trip To The Fair (1998年) ※アルバム上記2枚の編集盤